# Wagneriala montana
Wagneriala montana är en insektsart som beskrevs av Irena Dworakowska 1993. Wagneriala montana ingår i släktet Wagneriala och familjen dvärgstritar. Inga underarter finns listade i Catalogue of Life.